# 2008–2009-es magyar női röplabdabajnokság
A 2008–2009-es magyar női röplabdabajnokság a hatvannegyedik magyar női röplabdabajnokság volt. A bajnokságban tizenhét csapat indult el, a csapatok az előző évi szereplés alapján két csoportban (kiemelt csoport: 1-8. helyért, ligacsoport: 9-17. helyért) három kört játszottak (az ifjúsági válogatott csak egy kört játszott). Az alapszakasz után a kiemelt csoport 1-6. és a ligacsoport 1. helyezettjei, valamint az osztályozó győztese play-off rendszerben játszottak a végső helyezésekért, az osztályozó vesztese (melyben a kiemelt csoport 7. és a ligacsoport 2. helyezettje vett részt), valamint a kiemelt csoport 8. és a ligacsoport 3-4. helyezettjei egymás közt két kört játszottak a 9-12. helyért, míg a ligacsoport 5-8. helyezettjei az addigi pontjaikat megtartva egymás közt még két kört játszottak a 13-16. helyért.

## Alapszakasz

### Kiemelt csoport
| #  | Csapat                     | M  | Gy | V  | Sz+ | Sz- | P  |
| -- | -------------------------- | -- | -- | -- | --- | --- | -- |
| 1. | BSE-FCSM                   | 21 | 18 | 3  | 59  | 16  | 39 |
| 2. | Betonút-NRK Nyíregyháza    | 21 | 18 | 3  | 58  | 18  | 39 |
| 3. | Vasas SC-Duna Autó-Óbuda   | 21 | 17 | 4  | 56  | 20  | 38 |
| 4. | TEVA-Gödöllői RC           | 21 | 13 | 8  | 42  | 29  | 34 |
| 5. | Újpesti TE                 | 21 | 7  | 14 | 28  | 43  | 28 |
| 6. | Békéscsabai RSE            | 21 | 7  | 14 | 27  | 49  | 28 |
| 7. | Albrecht-Miskolci VSC-MISI | 21 | 3  | 18 | 13  | 59  | 24 |
| 8. | BITT-Kaposvári NRC         | 21 | 1  | 20 | 12  | 61  | 22 |

### Ligacsoport
| #  | Csapat                             | M  | Gy | V  | Sz+ | Sz- | P  | Megjegyzés     |
| -- | ---------------------------------- | -- | -- | -- | --- | --- | -- | -------------- |
| 1. | Szfv. MÁV Előre-Kodolányi-CityLine | 22 | 19 | 3  | 60  | 15  | 41 |                |
| 2. | Veszprémi Egyetem SC               | 22 | 17 | 5  | 59  | 26  | 39 |                |
| 3. | Nyíregyházi Főiskola SE            | 22 | 13 | 9  | 46  | 42  | 35 |                |
| 4. | Palota RSC-Böllhoff                | 22 | 12 | 10 | 45  | 41  | 34 |                |
| 5. | Kalocsai SE                        | 22 | 10 | 12 | 39  | 50  | 32 |                |
| 6. | Szabóker-Agria RC Eger             | 22 | 7  | 15 | 33  | 53  | 29 |                |
| 7. | Haladás VSE                        | 22 | 5  | 17 | 30  | 54  | 26 | 1 pont levonva |
| 8. | Tatabányai Volán                   | 22 | 3  | 19 | 18  | 59  | 25 |                |
| 9. | Ifjúsági válogatott                | 8  | 6  | 2  | 20  | 10  | 14 |                |

* M: Mérkőzés Gy: Győzelem V: Vereség Sz+: Nyert szett Sz-: Vesztett szett P: Pont

## Rájátszás

### 1–8. helyért
Osztályozó: Albrecht-Miskolci VSC-MISI–Veszprémi Egyetem SC 3:0, 1:3 (kuparendszerben)
Negyeddöntő: BSE-FCSM–Székesfehérvári MÁV Előre-Kodolányi-CityLine 3:0, 3:0 és Betonút-NRK Nyíregyháza–Albrecht-Miskolci VSC-MISI 3:0, 3:0 és Vasas SC-Duna Autó-Óbuda–Békéscsabai RSE 3:0, 3:2 és TEVA-Gödöllői RC–Újpesti TE 3:0, 3:0
Elődöntő: BSE-FCSM–TEVA-Gödöllői RC 3:1, 2:3, 3:0, 3:0 és Betonút-NRK Nyíregyháza–Vasas SC-Duna Autó-Óbuda 3:1, 3:2, 3:0
Döntő: BSE-FCSM–Betonút-NRK Nyíregyháza 2:3, 2:3, 3:1, 3:2, 3:0
3. helyért: Vasas SC-Duna Autó-Óbuda–TEVA-Gödöllői RC 0:3, 3:2, 3:1, 1:3, 3:0
5–8. helyért: Újpesti TE–Székesfehérvári MÁV Előre-Kodolányi-CityLine 3:0, 3:0 és Békéscsabai RSE–Albrecht-Miskolci VSC-MISI 3:2, 3:1
5. helyért: Újpesti TE–Békéscsabai RSE 3:0, 2:3, 3:0
7. helyért: Albrecht-Miskolci VSC-MISI–Székesfehérvári MÁV Előre-Kodolányi-CityLine 3:0, 2:3, 0:3

### 9–12. helyért
| #   | Csapat                  | M | Gy | V | Sz+ | Sz- | P  |
| --- | ----------------------- | - | -- | - | --- | --- | -- |
| 9.  | BITT-Kaposvári NRC      | 6 | 5  | 1 | 17  | 4   | 11 |
| 10. | Palota RSC-Böllhoff     | 6 | 3  | 3 | 12  | 14  | 9  |
| 11. | Nyíregyházi Főiskola SE | 6 | 3  | 3 | 9   | 12  | 9  |
| 12. | Veszprémi Egyetem SC    | 6 | 1  | 5 | 7   | 15  | 7  |

### 13–16. helyért
| #   | Csapat                 | M  | Gy | V  | Sz+ | Sz- | P  | Megjegyzés     |
| --- | ---------------------- | -- | -- | -- | --- | --- | -- | -------------- |
| 13. | Kalocsai SE            | 28 | 14 | 14 | 53  | 62  | 42 |                |
| 14. | Szabóker-Agria RC Eger | 28 | 12 | 16 | 50  | 62  | 40 |                |
| 15. | Haladás VSE            | 28 | 7  | 21 | 44  | 69  | 34 | 1 pont levonva |
| 16. | Tatabányai Volán       | 28 | 4  | 24 | 26  | 76  | 32 |                |

* M: Mérkőzés Gy: Győzelem V: Vereség Sz+: Nyert szett Sz-: Vesztett szett P: Pont